# Альберго
Альберго (итал. albergo, мн. ч. alberghi, дословно — «убежище») — элемент клановой организации в средневековой Италии. Представлял собой союз нескольких родственных, или связанных общими интересами семей, оказывающих друг другу экономическую, политическую и военную поддержку. Члены альберго обычно жили рядом и пользовались одной церковью.

## История
Альберго получили особое развитие в Генуе XIII и XIV веков, как реакция на экономические и финансовые трудности. Впервые они упомянуты в 1383 году в связи с коронацией Жана де Лузиньяна королём Кипра. Точный подсчёт количества альберго затруднителен, по одним источникам их количество в XV веке составляло 35, по другим, на 1414 год — 74. 28 альберго образовали правящий класс, состоящий из семей Спинола, Джустиниани, Гримальди, Паллавичино и других.
Альберго существовали главным образом в Пьемонте и Лигурии, они упоминаются в Кьери, Асти, Савильяно и Сансеполькро, а также в меньшей степени — в Милане, Турине и Монкальери. В XV веке отмечаются случаи, когда собственные альберго основывались ремесленниками и торговцами, даже освобождёнными рабами. Иногда, альберго представляли собой разные ветви одной семьи, иногда — союз связанных общими интересами семей (в таком случае они обычно брали одну фамилию).
Согласно генуэзской конституции 1528 года, альберго (до этого бывшие исключительно частными организациями) превратились в важный элемент социальной конструкции, также объединив старые и новые богатые семьи. В 1576 году они были официально запрещены, и семьи, ранее входившие в альберго, вернули себе старые фамилии.
В Венеции словом «альберго» называлось здание для встреч членов братства Скуола Гранде.
В современной Италии слово «альберго» используется для обозначения гостиницы.